# Music Industry Awards
Les MIA, acronyme de Music Industry Awards sont une cérémonie de récompense belge organisée par la VRT, l'opérateur radio et télé public de la Communauté flamande de Belgique en collaboration avec MusicCentrum Vlaanderen, l'association fédérant le secteur musical flamand.
Entre 1997 et 2006, la cérémonie s'appelait les ZAMU Awards (ZAngers en MUzikanten - chanteurs et musiciens en néerlandais). Le nom MIA est également un clin d’œil à la chanson éponyme du groupe de rock Gorki.

## Histoire
Voici les principaux lauréats de cette cérémonie (le nombre de récompenses est indiqué entre parenthèses).
- 2007 : Milow (3)
- 2008 : Milow (5)
- 2009 : Absynthe Minded (4) et Daan Stuyven (4)
- 2010 : Stromae (2), The Black Box Revelation (2), Goose (2) et Triggerfinger (2)
- 2011 : Milow (3), Selah Sue (3), Gotye (2) et dEUS (2)
- 2012 : Triggerfinger (4)
- 2013 : Stromae (8)
- 2014 : Stromae (4), Oscar and the Wolf (3)
- 2015 : Balthazar (3), Tourist Lemc (2), Oscar and the Wolf (2) et Stromae (2)
- 2016 : Bazart (5), Wannes Cappelle / Het Zesde Metaal (2)
- 2017 : Oscar and the Wolf (3), Bazart (2), Coely (2) et Blanche (2)
- 2018 : Niels Destadsbader  (5) et Angèle (3)
- 2019 : Angèle (5)
- 2020/2021 : Angèle (3) et Metejoor (3) - Edition bisannuelle en raison de la pandémie de Covid-19)
- 2022 : Stromae (3) et Pommelien Thijs (3)
- 2023 : Pommelien Thijs (5)

## Déroulement du vote
Les nominations sont établies par un large panel de professionnels du secteur (journalistes, organisateurs d'événements, etc.). Les 4 candidats ayant été le plus souvent cités sont retenus pour la phase de vote proprement dite qui est ouverte au grand public pour la majorité des récompenses. La récompense spéciale pour l'ensemble de la carrière est décernée par les organisateurs de la cérémonie.  